# Cydnus
Cydnus , rivière en Turquie.
Brachypelta
Genre
Synonymes
- Brachypelta Amyot and Audinet-Serville, 1843

Cydnus est un genre d'insectes du sous-ordre des hétéroptères (punaises), de la famille des Cydnidae, de la sous-famille des Cydninae et de la tribu des Cydnini. Il contient 7 espèces actuelles et 19 espèces fossiles.

## Description
Punaises ovales, noires, brun-noir ou brunâtres, à la surface dorsale ponctuée, d'une taille de 5 à 13 mm. La tête est aplatie, avec des antennes à 5 articles, et l'apex du clypeus est soit libre soit partiellement recouvert par le paraclypeus et porte deux fortes soies au tiers de sa longueur. Les yeux ne sont pas pédonculés, des ocelles sont présents. Le pronotum est plus large que long, et convexe, et peut comporter une dépression transverse plus ou moins profonde, et porte sur ses marges une rangée de 3 à 12 fortes soies. Le scutellum est triangulaire. La corie est séparée en trois parties, le clavus (le long du scutellum), la mesocorie, et l'exocorie, et son bord postérieur est bisinué. Les tibias sont fortement épineux, l'antérieur élargi, et les deux suivants aplatis. L'aire évaporatoire de la glande odoriférante ne couvre qu'une partie du mesopleuron, et n'est pas subcarrée,.

## Classification

### Historique et dénomination
Le genre Cydnus a été décrit en 1803 par le naturaliste danois Johan Christian Fabricius (1745-1808), pour distinguer certaines espèces du nom de genre Cimex, qui servait pour l'ensemble des punaises depuis Linné. Cydnus aterrimus (Forster, 1771) est l'espèce type du genre.
Le genre a été révisé par Jerzy A. Lis en 1996. Il y a d'abord synonymisé avec Cydnus le genre Cydnopeltus Signoret, 1882, et le sous-genre Orientocydnus, Lis, 1994. Il a ensuite distingué 3 groupes au sein du genre : 
- groupe aterrimus, avec la seule espèce C. aterrimus, à répartition Paléarctique (du Portugal à la Chine);
- groupe horvathii (syn.: Cydnopeltus Signoret 1882) avec 4 espèces, C. horvathii, C. incisus, C. luzonicus, et C. sulawesicus, à répartition indomalaise (Sud de l'Inde aux Philippines et Sulawesi);
- groupe borneensis, avec 2 espèces, C. borneensis et C. pericarti, à répartition australasienne (Bornéo, Nouvelle-Guinée, Australie)[1].

### Phylogénie
Tel que défini par Lis en 1996, le genre serait monophylétique. Il serait le groupe frère du genre australien Blaena Walker, 1868, au sein des Cydninae, Cydnini.

### Synonymes
Les noms de genres suivants ont été synonymisés avec le genre Cydnus : Brachypelta Amyot & Serville, 1843, Cydnopeltus Signoret, 1881, Orientocydnus Lis, 1994.

### Liste des espèces
Selon Lis (1996):
- groupe aterrimus
  - Cydnus aterrimus (Forster, 1771)
- groupe borneensis
  - Cydnus borneensis Lis, 1994
  - Cydnus pericarti Lis, 1996
- groupe horvathii
  - Cydnus horvathii (Signoret, 1881)
  - Cydnus incisus (Distant, 1901)
  - Cydnus luzonicus (Lis, 1994)
  - Cydnus sulawesicus (Lis, 1991)

Les noms d'espèces Cydnus brunnipennis Fabricius, 1803, Cydnus elevata (Uhler, 1860) et Cydnus indicus Westwood, 1803 mentionnées par BioLib (18 juin 2022) sont des synonymes respectivement de Cydnus aterrimus pour les deux premiers et de Aethus indicus (Westwood) pour le dernier.

## Fossiles
De nombreuses espèces fossile du genre Cydnus ont été retrouvées. Les plus anciens remontent au Rupélien (Oligocène, −33 à −28 millions d'années, notamment dans de la lacustrine (marne lithifiée). Ces fossiles ont tous été retrouvés en Europe de l'Ouest, en Europe centrale et dans les Balkans (de la France à la République tchèque et à la Croatie).

### Liste des espèces fossiles
Selon Paleobiology Database, en 2023, le nombre d'espèces fossiles est de dix-neuf :
- †Cydnus acriscutatus Förster 1891
- †Cydnus archaicus Meunier 1915
- †Cydnus armiger Förster 1891
- †Cydnus atavinus Heer 1853
- †Cydnus brevicollis Heer 1853
- †Cydnus brevicrassus Förster 1891
- †Cydnus cinctus Förster 1891
- †Cydnus cristatus Théobald 1937
- †Cydnus dignus Förster 1891
- †Cydnus heeri Oustalet 1874
- †Cydnus maximus Förster 1891
- †Cydnus meunieri Théobald 1937
- †Cydnus oeningensis Heer 1853
- †Cydnus parvus Förster 1891
- †Cydnus picatus Statz and Wagner 1950
- †Cydnus pygmaeus Heer 1853
- †Cydnus sagittifer Heer 1853
- †Cydnus solutus Förster 1891
- †Cydnus tertiarius Heer 1853

## Biologie
Cette espèce est associée aux Euphorbes, dont elle se nourrit, comme l'Euphorbe maritime, ou l'Euphorbe des garrigues. Elle s'observe de mars à septembre.

## Galerie

Cydnus aterrimus - différentes vues.
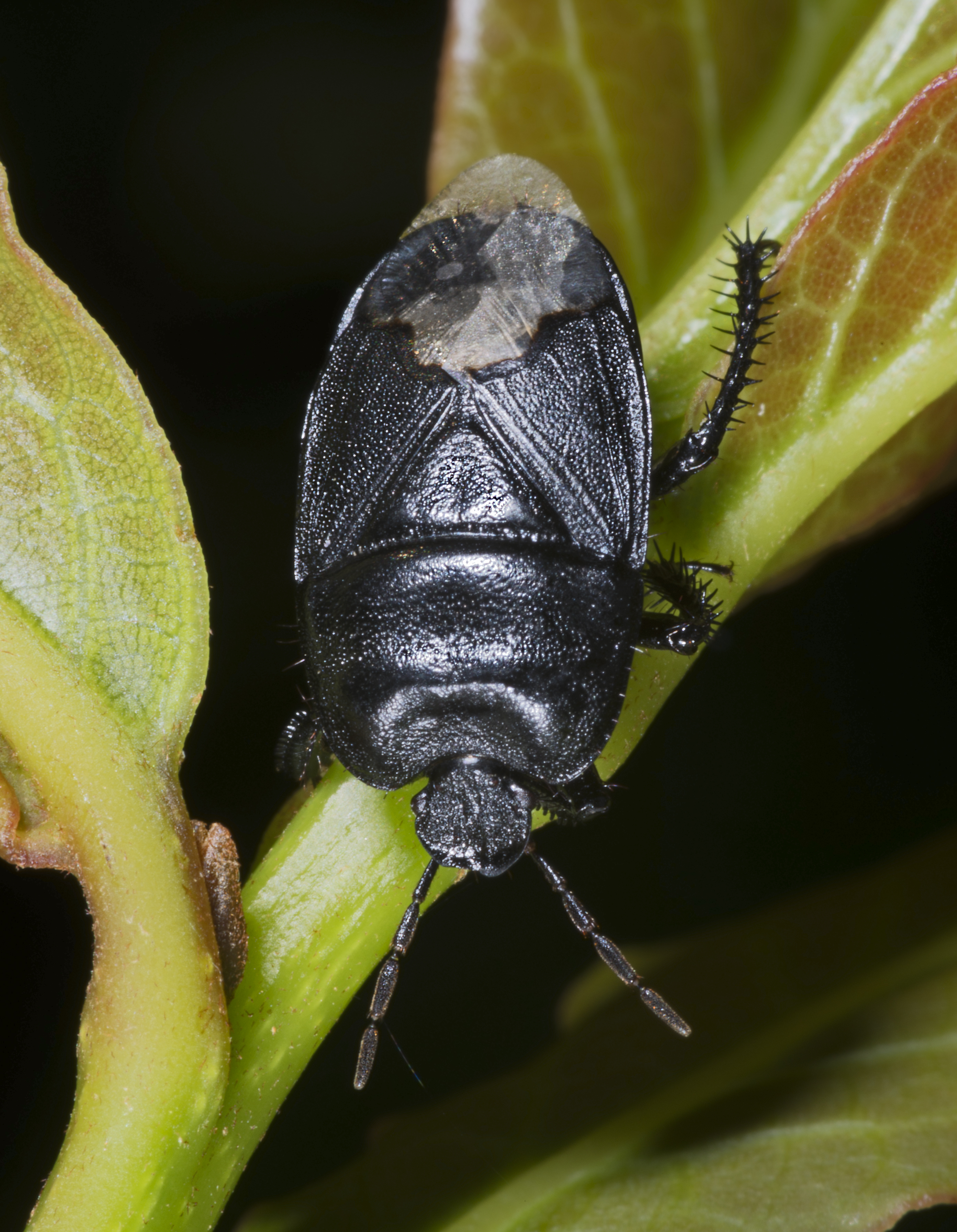
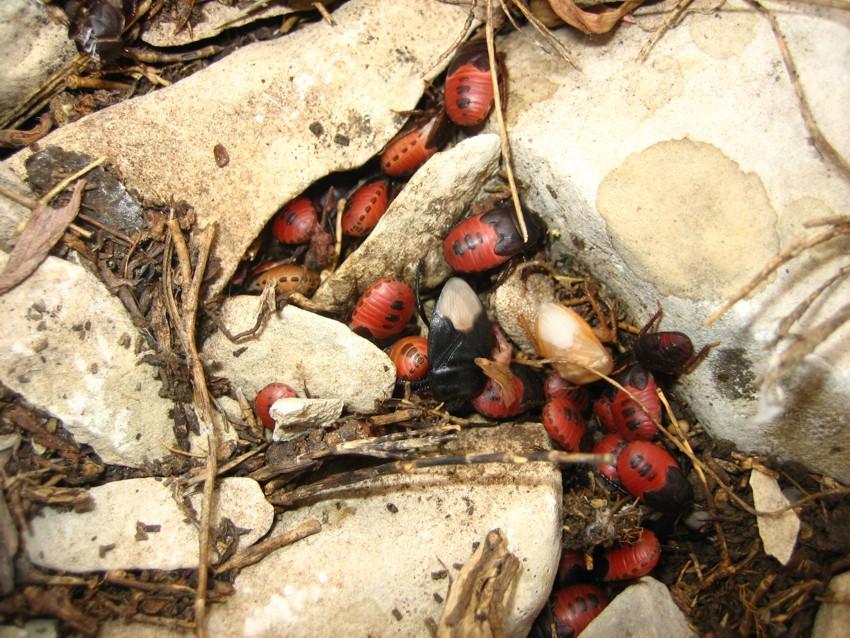
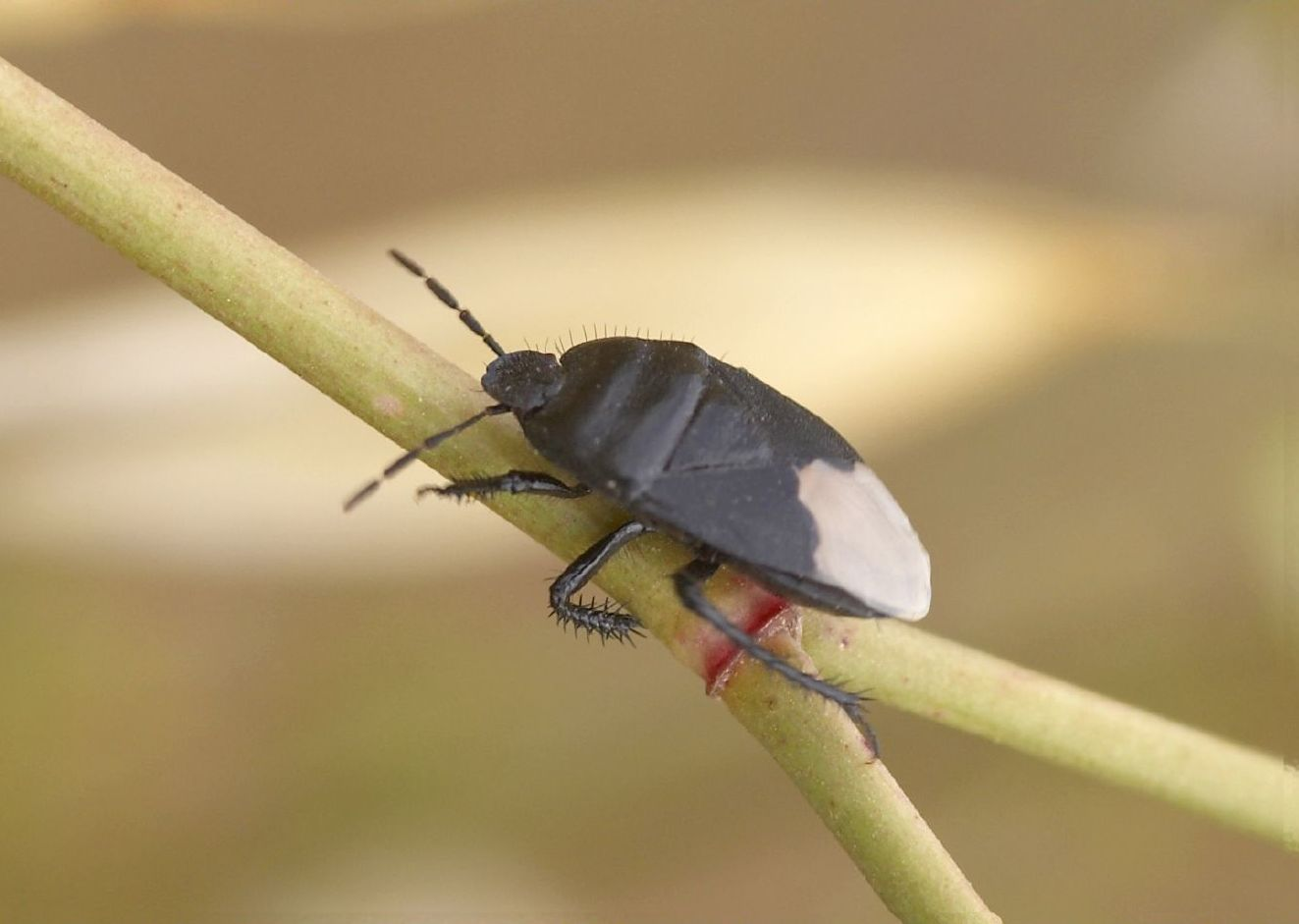
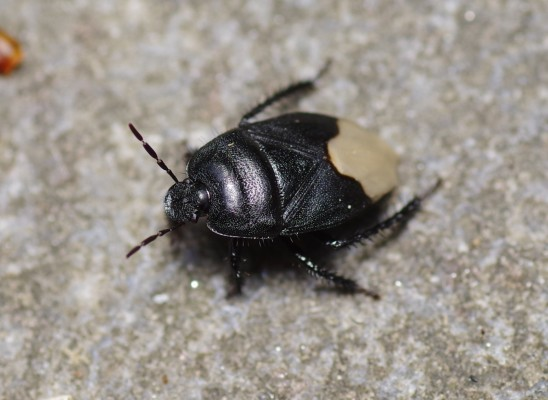
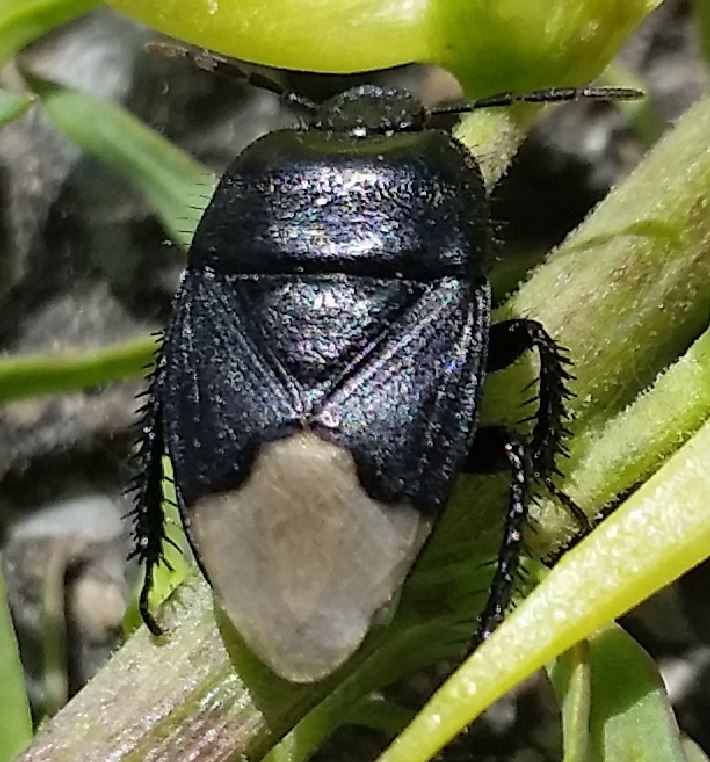

### Publication originale
- [1803] (la) Johan Christian Fabricius, Systema Rhyngotorum: Secundum Ordines, Genera, Species: Adiectis Synonymis, Locis, Observationibus, Descriptionibus, 1803, 1-314 p. (lire en ligne).